# Taufbecken St-Pierre (Bernay)

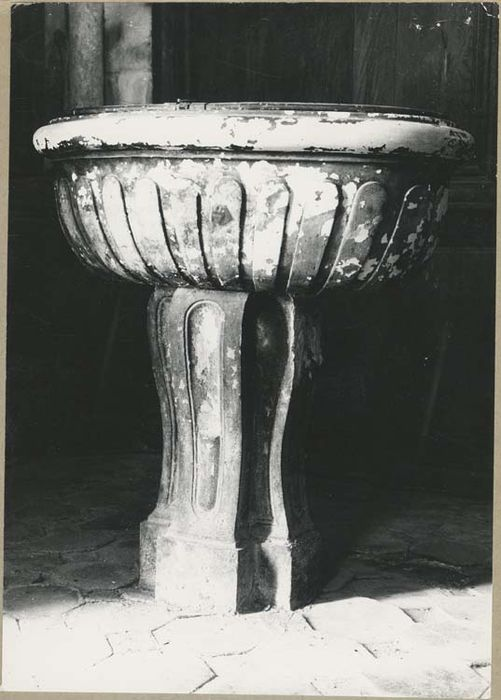
Taufbecken in Bernay-en-Brie

Das Taufbecken in der Kirche St-Pierre in  Bernay-en-Brie, einem Dorf der französischen Gemeinde Bernay-Vilbert im Département Seine-et-Marne in der Region Île-de-France, wurde im 18. Jahrhundert von einer unbekannten Werkstatt geschaffen.  
Im Jahr 1977 wurde das Taufbecken als Monument historique in die Liste der geschützten Objekte (Base Palissy) in Frankreich aufgenommen.
Das einen Meter hohe Taufbecken aus Stein ist am Sockel kanneliert, das runde Becken ist godroniert und am oberen Rand mit einem Wulst versehen.  
Die Abdeckung aus Holz stammt aus späterer Zeit.